# Четыре симфонические поэмы по Бёклину
Четыре симфонические поэмы по Бёклину (нем. Vier Tondichtungen nach A. Böcklin), соч. 128 ― цикл из четырёх оркестровых пьес Макса Регера, написанный композитором в период с конца мая по июль 1913 года в Майнингене и впервые опубликованный издательством «Bote & Bock» в сентябре того же года с посвящением пианисту и дирижёру Юлиусу Бутсу. Первое исполнение поэм состоялось 12 октября 1913 года в Эссене и было хорошо встречено критиками ― в частности, о пьесах с похвалой отозвался Рихард Штраус.
Каждая из симфонических поэм основана на сюжете определённой картины Арнольда Бёклина. В 2016 году цикл пьес был исполнен оркестром Лейпцигской высшей школы музыки и театра на открытии мероприятий «Года Регера» (нем. Reger-Jahr), приуроченного к столетию со дня смерти композитора.

## Музыка
Четыре пьесы, которые сам Регер называл «прогулкой в мир программной музыки» (нем. Ausflug in das Gebiet der Programmusik), контрастируют друг с другом по темпу (медленно — быстро — медленно — быстро). В нотах первой и третьей поэм обозначение «Molto sostenuto» имеет уточнение на немецком языке ― «aber nie schleppend» («никогда не затягивать»).
| № | Оригинальное название | Перевод                        | Обозначение темпа | Первые такты |
| - | --------------------- | ------------------------------ | ----------------- | ------------ |
| 1 | Der geigende Eremit   | Отшельник, играющий на скрипке | Molto sostenuto   |              |
| 2 | Im Spiel der Wellen   | Игра в волнах                  | Vivace            |              |
| 3 | Die Toteninsel        | Остров мёртвых                 | Molto sostenuto   |              |
| 4 | Bacchanal             | Вакханалия                     | Vivace            |              |

Поэмы написаны для симфонического оркестра, состоящего из 3 флейт (включая пикколо), 2 гобоев (включая английский рожок), 2 кларнетов, 2 фаготов, контрафагота, 4 валторн, 3 труб, 3 тромбонов, тубы, арфы, ударных (включая 3 литавры), скрипки соло и струнных (divisi in I). Пьесы могут исполняться как по отдельности, так и по подобию симфонии.
Современные музыковеды сравнивают поэмы с различными произведениями, написанными современниками Регера: например, Марк Свед проводит параллель между «воздушным» звучанием солирующей скрипки в первой поэме и мелодиями из композиции «Взлетающий жаворонок» Ральфа Воан-Уильямса, а также отмечает стилистическое сходство второй поэмы с «Морем» Клода Дебюсси, добавляя, что Регер в своей пьесе «стремился к яркому царству мифических существ». «Долго сохраняющиеся, но при этом постоянно изменяющиеся массы звуков» в третьей поэме, по мнению Сведа, сближают звучание оркестра с главными функциями органа.

## Картины Бёклина

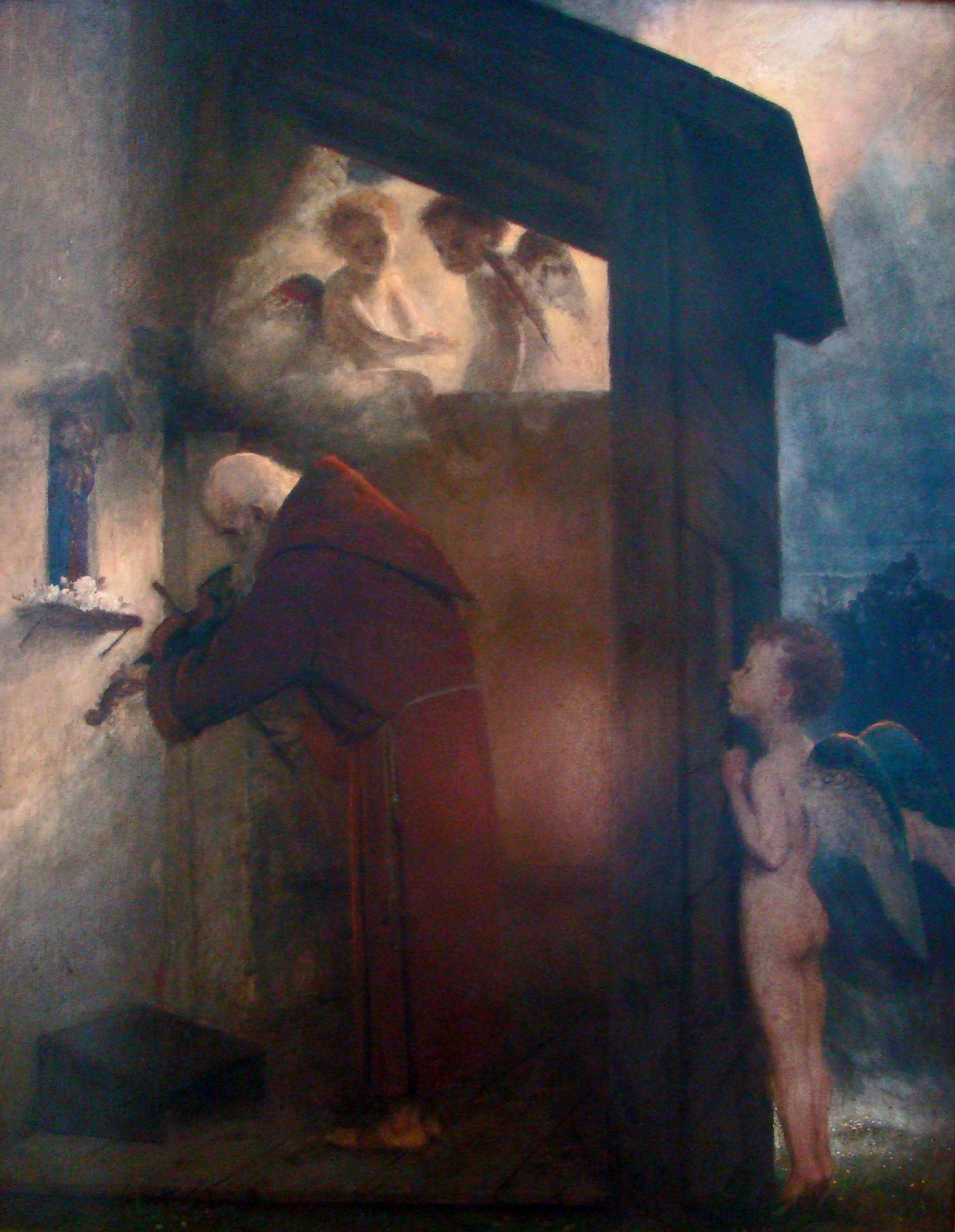
«Отшельник», 1884
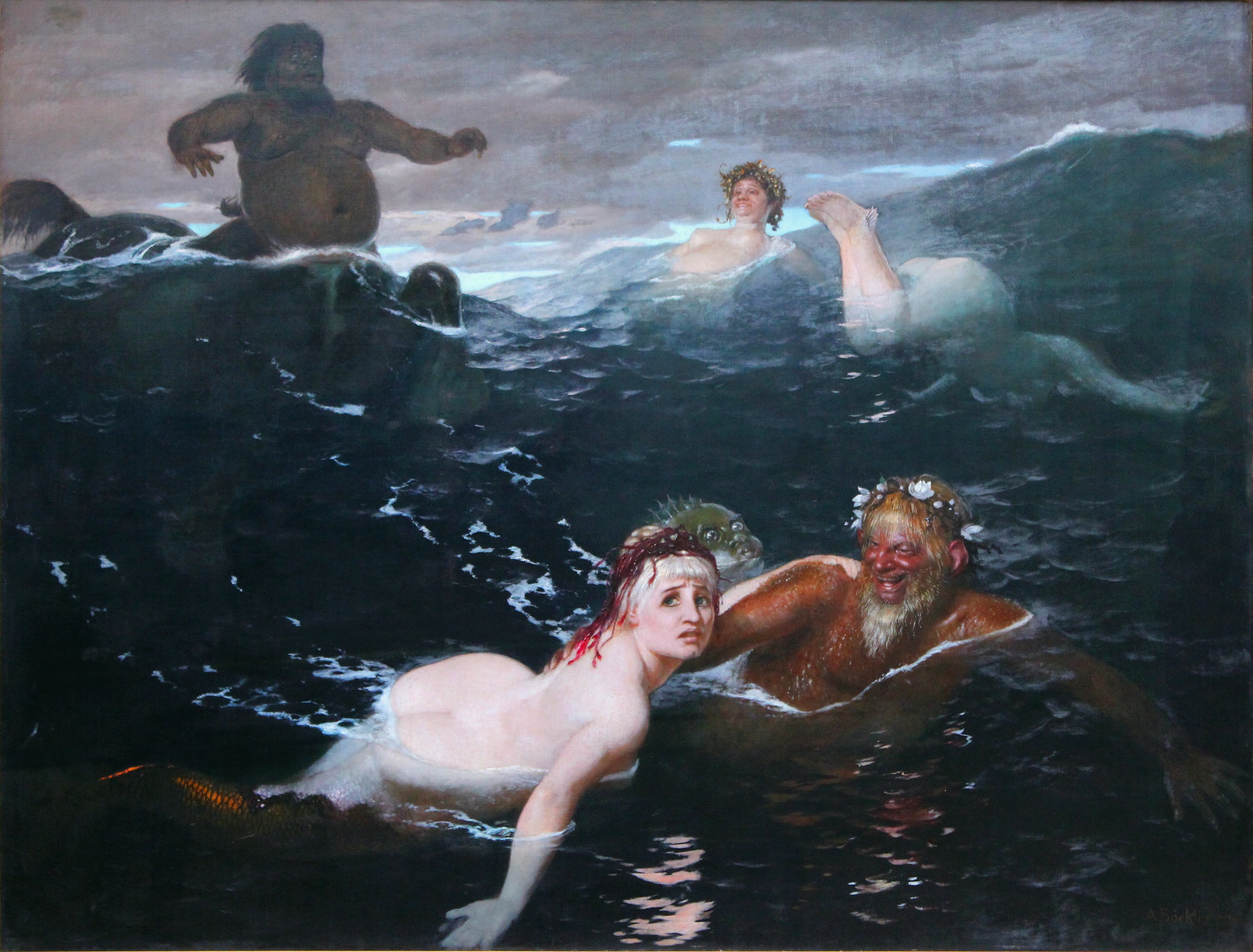
«Игра в волнах», 1883
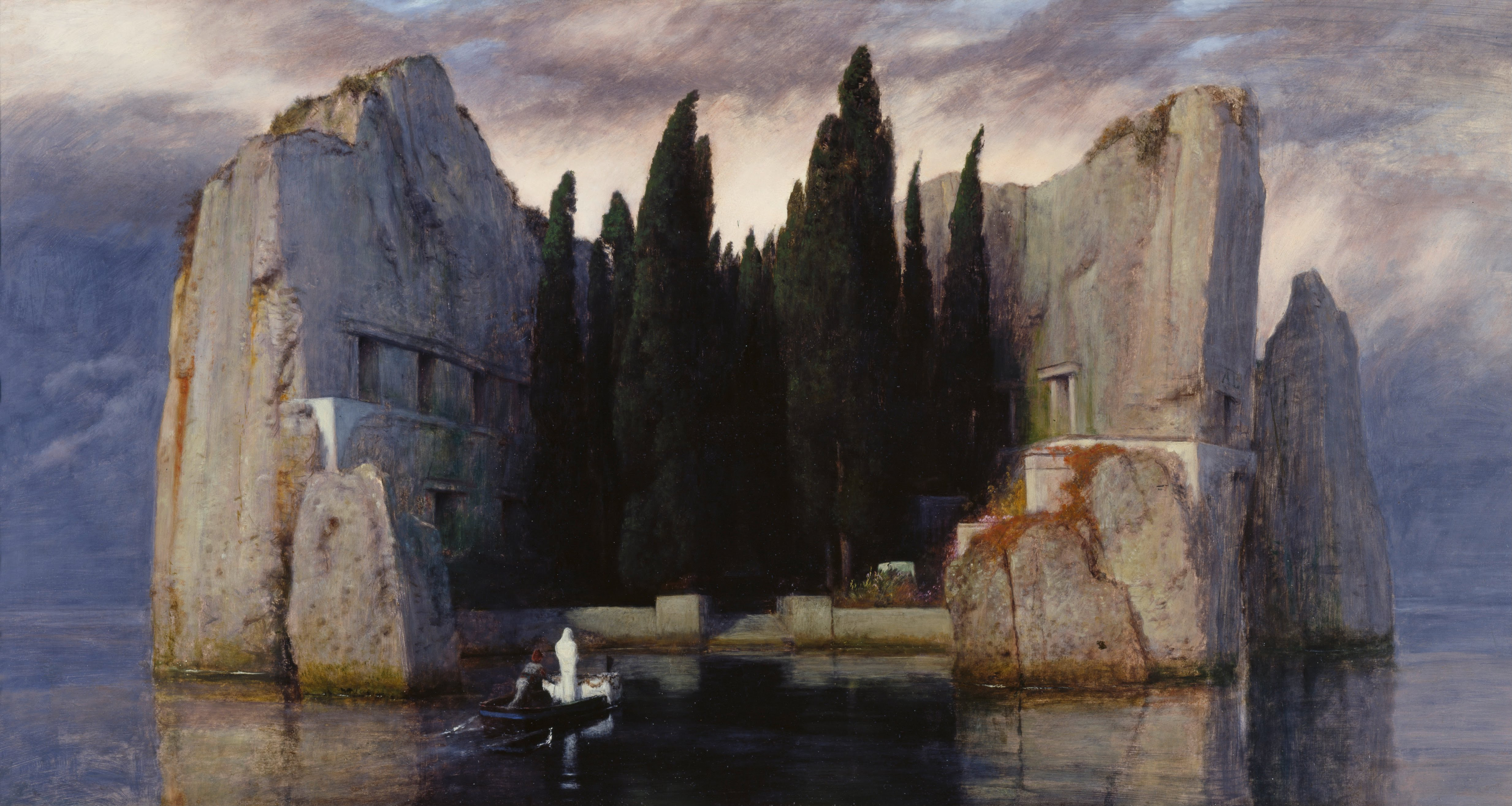
«Остров мёртвых», 1883
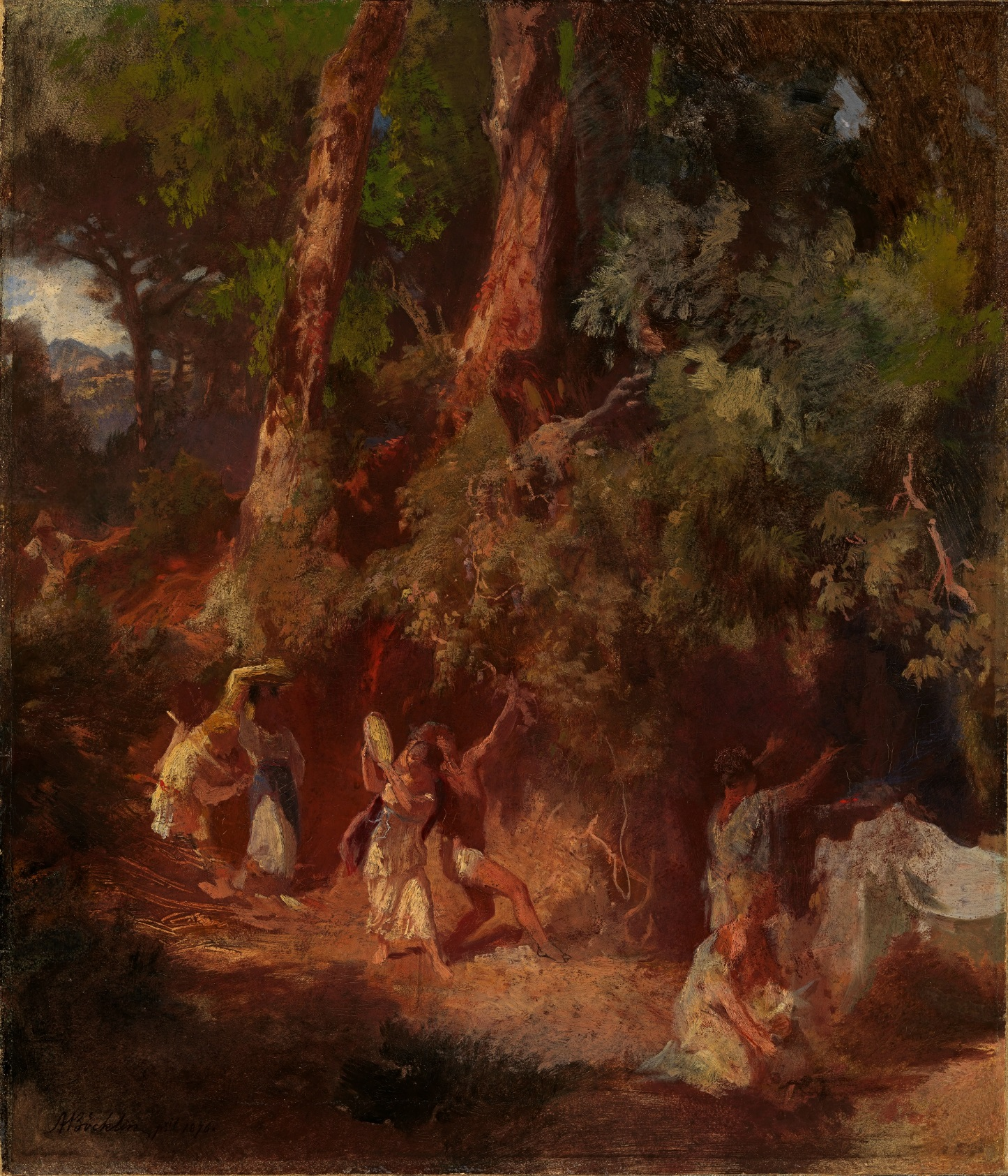
«Вакханалия», ок. 1856